# Emil Hansson
Emil Hansson (Bergen, 15 de junio de 1998) es un futbolista noruego que juega de delantero en el Blackpool F. C. de la League One.

## Trayectoria
Hijo de madre noruega, y del exfutbolista sueco Patrik Hansson, empezó a jugar al fútbol en su ciudad natal Bergen en el SK Brann antes de pasar a la cantera del Kalmar FF antes de la temporada 2013, donde su padre trabajaba como segundo entrenador. Después de seis meses, regresó al SK Brann.
Allí fue ascendido al primer equipo para la temporada 2015, en la que disputó sus dos primeros partidos con la absoluta en abril de 2015, uno en Copa y otro en Liga. En total consiguió dos apariciones en liga y cuatro en la Copa de Noruega 2015.
Ingresó en la cantera del Feyenoord de Róterdam en agosto de 2015. Inicialmente jugó en el equipo sub-21, pero debutó en la Eredivisie el 12 de marzo de 2017 en una victoria por 5-2 en casa contra el AZ Alkmaar, entrando como suplente en el minuto 83 por Steven Berghuis. Con el primer equipo disputó un total de dos partidos durante la temporada 2016-17, mientras seguía formando parte del equipo sub-21 y de los reservas; el primer equipo se proclamó campeón de los Países Bajos al final de la temporada, tras 18 años de sequía de títulos. La temporada siguiente, disputó 11 partidos con los reservas y dos con el primer equipo, en la Copa y en la Liga, respectivamente. El Feyenoord terminó tercero de la Eredivisie esa temporada y ganó la Copa; la 100.ª edición del torneo.
En julio de 2018 se marchó a la Eerste Divisie de segunda división cedido al RKC Waalwijk. Con sus doce goles en 35 partidos de liga, el club alcanzó el noveno puesto de la clasificación y se clasificó para la primera ronda de los play-off de ascenso y descenso. Al marcar un gol en seis partidos, contribuyó a que el RKC lograra el ascenso a la Eredivisie. Regresó al Feyenoord al término de su cesión.
En agosto de 2019 se trasladó al Hannover 96 con un contrato de tres años. El noruego disputó 14 partidos en la 2. Bundesliga y uno en la Regionalliga Nord con el equipo reserva antes de ser cedido de nuevo al RKC Waalwijk para la segunda mitad de la temporada. Disputó siete partidos de liga con el RKC, en los que marcó un gol, antes de que la temporada se cancelara tras la 26.ª jornada debido a la pandemia de COVID-19. En ese momento, el RKC era colista, pero pudo permanecer en la Eredivisie debido a la suspensión de los descensos.
A principios de junio de 2020, el Hannover 96 anunció que Hansson no regresaría al equipo, sino que se marcharía con un contrato permanente al Fortuna Sittard de la Eredivisie para la temporada 2020-21.
El 29 de enero de 2022 se trasladó a otro club de la Eredivisie, el Heracles Almelo, con un contrato de dos años y medio.

## Selección nacional
Ha sido cuatro veces internacional con la selección sueca sub-17, pero más tarde decidió jugar con Noruega. Como resultado, participó en 10 partidos con la selección sub-16 y sub-17 de Noruega, nueve con la sub-18 y tres con la sub-19.
En diciembre de 2018 se decidió finalmente por representar a Suecia, y el 22 de marzo de 2019 apareció en un amistoso contra Rusia, por primera vez con la selección sueca sub-21.

## Estadísticas

### Clubes
Actualizado al último partido disputado el 16 de febrero de 2024.
| Club                           | Div.          | Temporada     | Liga  | Liga  | Liga   | Copas nacionales | Copas nacionales | Copas nacionales | Copas internacionales | Copas internacionales | Copas internacionales | Total | Total | Total  |
| Club                           | Div.          | Temporada     | Part. | Goles | Asist. | Part.            | Goles            | Asist.           | Part.                 | Goles                 | Asist.                | Part. | Goles | Asist. |
| ------------------------------ | ------------- | ------------- | ----- | ----- | ------ | ---------------- | ---------------- | ---------------- | --------------------- | --------------------- | --------------------- | ----- | ----- | ------ |
| S. K. Brann · Noruega          | 2.ª           | 2015          | 2     | 0     | 0      | 4                | 0                | 0                | ―                     | ―                     | ―                     | 6     | 0     | 0      |
| S. K. Brann · Noruega          | Total club    | Total club    | 2     | 0     | 0      | 4                | 0                | 0                | 0                     | 0                     | 0                     | 6     | 0     | 0      |
| Feyenoord · Países Bajos       | 1.ª           | 2016-17       | 2     | 0     | 0      | 0                | 0                | 0                | ―                     | ―                     | ―                     | 2     | 0     | 0      |
| Feyenoord · Países Bajos       | 1.ª           | 2017-18       | 1     | 0     | 0      | 1                | 0                | 1                | ―                     | ―                     | ―                     | 2     | 0     | 1      |
| Feyenoord · Países Bajos       | Total club    | Total club    | 3     | 0     | 0      | 1                | 0                | 1                | 0                     | 0                     | 0                     | 4     | 0     | 1      |
| RKC Waalwijk · Países Bajos    | 2.ª           | 2018-19       | 41    | 13    | 12     | 3                | 0                | 0                | ―                     | ―                     | ―                     | 44    | 13    | 12     |
| Hannover 96 · Alemania         | 2.ª           | 2019-20       | 14    | 0     | 1      | 0                | 0                | 0                | ―                     | ―                     | ―                     | 14    | 0     | 1      |
| Hannover 96 · Alemania         | Total club    | Total club    | 14    | 0     | 1      | 0                | 0                | 0                | 0                     | 0                     | 0                     | 14    | 0     | 1      |
| Hannover 96 II · Alemania      | 4.ª           | 2019-20       | 1     | 0     | 0      | ―                | ―                | ―                | ―                     | ―                     | ―                     | 1     | 0     | 0      |
| Hannover 96 II · Alemania      | Total club    | Total club    | 1     | 0     | 0      | 0                | 0                | 0                | 0                     | 0                     | 0                     | 1     | 0     | 0      |
| RKC Waalwijk · Países Bajos    | 2.ª           | 2019-20       | 7     | 1     | 0      | ―                | ―                | ―                | ―                     | ―                     | ―                     | 7     | 1     | 0      |
| RKC Waalwijk · Países Bajos    | Total club    | Total club    | 48    | 14    | 12     | 3                | 0                | 0                | 0                     | 0                     | 0                     | 51    | 14    | 12     |
| Fortuna Sittard · Países Bajos | 1.ª           | 2020-21       | 32    | 2     | 4      | 2                | 0                | 0                | ―                     | ―                     | ―                     | 34    | 2     | 4      |
| Fortuna Sittard · Países Bajos | 1.ª           | 2021-22       | 11    | 0     | 0      | 2                | 0                | 1                | ―                     | ―                     | ―                     | 13    | 0     | 1      |
| Fortuna Sittard · Países Bajos | Total club    | Total club    | 43    | 2     | 4      | 4                | 0                | 1                | 0                     | 0                     | 0                     | 47    | 2     | 5      |
| Heracles Almelo · Países Bajos | 1.ª           | 2021-22       | 15    | 0     | 4      | ―                | ―                | ―                | ―                     | ―                     | ―                     | 15    | 0     | 4      |
| Heracles Almelo · Países Bajos | 2.ª           | 2022-23       | 36    | 16    | 18     | 2                | 0                | 0                | ―                     | ―                     | ―                     | 38    | 16    | 18     |
| Heracles Almelo · Países Bajos | 1.ª           | 2023-24       | 22    | 5     | 5      | 1                | 0                | 0                | ―                     | ―                     | ―                     | 23    | 5     | 6      |
| Heracles Almelo · Países Bajos | Total club    | Total club    | 73    | 21    | 27     | 3                | 0                | 0                | 0                     | 0                     | 0                     | 76    | 21    | 27     |
| Total carrera                  | Total carrera | Total carrera | 184   | 37    | 44     | 15               | 0                | 2                | 0                     | 0                     | 0                     | 199   | 37    | 46     |